# Tetrorchidium euryphyllum
Tetrorchidium euryphyllum là một loài thực vật có hoa trong họ Đại kích. Loài này được Standl. miêu tả khoa học đầu tiên năm 1929.